# Paracanthonchus astrospectabilis
Paracanthonchus astrospectabilis är en rundmaskart som beskrevs av Christian Wieser 1954. Paracanthonchus astrospectabilis ingår i släktet Paracanthonchus och familjen Cyatholaimidae. Inga underarter finns listade i Catalogue of Life.